# Spriana
Spriana ist eine Gemeinde (comune) in der italienischen Provinz (Lombardei) im Veltlin und im Valmalenco.

## Lage und Einwohner
Die Gemeinde liegt rund 10 Kilometer nördlich von der Provinzhauptstadt Sondrio im Valmalenco und hat 81 Einwohner (Stand 31. Dezember 2024). Die Nachbargemeinden sind Montagna in Valtellina, Sondrio und Torre di Santa Maria.

### Bevölkerungsentwicklung
Der Bevölkerungsrückgang in den letzten Jahren ist nicht nur auf die Entvölkerung der Alpengebiete zurückzuführen, sondern auch auf einen Erdrutsch. Zwischen dem Jahr 1960 und 1965, als die drohende Gefahr eines großen Erdrutsches bestand, wurde die Gemeinde gezwungen einen Großteil der Bevölkerung für immer zu evakuieren.